# Худяков, Александр Евгеньевич
Александр Евгеньевич Худяков (род. 29 сентября 1989, Красноярск) — российский регбист, замок (лок, нападающий второй линии) клуба «Красный Яр». Мастер спорта России (2018).

## Биография
Воспитанник школы «Яра», в главной команде дебютировал в 2010 году. На протяжении более чем десяти лет выступает за команду, за это время стал дважды чемпионом страны (2013 и 2015), многократный серебряный призёр. Пятикратный обладатель Кубка России (2011, 2013, 2015, 2018, 2019), обладатель Суперкубка России (2016).

## Карьера в сборной
В сборной дебютировал в 2013 году в матче против Румынии. Вызывался до 2015 года, всего провёл 11 матчей.

## Достижения
- Чемпионат России:
  -  Чемпион России: 2013, 2015
  -  Серебряный призёр чемпионата России: 2011, 2012, 2016, 2017, 2018, 2019
- Кубок России:
  -  Обладатель Кубка России: 2011, 2013, 2015, 2018, 2019
- Суперкубок России
  -  Обладатель Суперкубка России: 2016